# Dumitru Codreanu
Dumitru Codreanu (n. 17 august 1951-d. 20 martie 2024) este un fost senator român în legislatura 2000-2004 ales în județul Botoșani pe listele partidului PRM. În martie 2010, Dumitru Codreanu a fost exclus din PRM. În cadrul activității sale parlamentare, Dumitru Codreanu a fost membru în grupurile parlamenare de prietenie cu Bosnia și Herțegovina, Republica Arabă Siriană și Republica Federativă a Braziliei. Dumitru Codreanu a înregistrat 171 de luări de cuvânt în 83 de ședințe parlamentare, a inițiat 18 propuneri legislative din care 7 au fost promovate legi, a fost membru în comisia pentru agricultură, silvicultură și dezvoltare rurală și în comisia pentru administrație publică, organizarea teritoriului și protecția mediului.   